# Zadworzany (rejon prużański)
Zadworzany (biał. Задвараны; ros. Задворяны) – wieś na Białorusi, w obwodzie brzeskim, w rejonie prużańskim, w sielsowiecie Linowo.
W dwudziestoleciu międzywojennym leżały w Polsce, w województwie poleskim, w powiecie prużańskim.